# Abbaye de Portglenone
L’abbaye Notre-Dame-de-Bethléem de Portglenone (en latin : Abbatia Beatae Mariae de Bethlehem, en anglais : Our Lady of Bethlehem Abbey) est une abbaye trappiste en activité située en Irlande du Nord, à proximité du village de Portglenone (en), à 14 km à l'ouest de Ballymena.
Fondé en 1948, le monastère est reconnu canoniquement comme abbaye dès 1951. Face à l'afflux de moines, de nouveaux bâtiments sont construits dans les années 1960.

## Localisation et toponymie
L'abbaye de Portglenone est située à peu de distance au sud du village éponyme, en rive droite, c'est-à-dire orientale, de la Bann.

## Histoire

### Fondation
L'abbaye est fondée en 1948 par les moines de Mount Melleray, au sud de l'Eire. Portglenone est le premier monastère masculin fondé en Irlande du Nord depuis la dissolution des monastères.
Le bâtiment choisi pour établir le monastère est un manoir georgien dont les possessions foncières s'étendent sur environ cent cinquante hectares. Rapidement, le nouveau monastère attire les vocations. L'abbaye est érigée canoniquement dès 1951 ; les nouveaux moines continuant d'affluer, le bâtiment initial ne suffit plus.

### Nouveaux bâtiments
En 1960, il est décidé de construire un nouvel édifice. L'ambition est de pouvoir accueillir 70 moines et le chantier est confié à l'architecte Pádraig Murray ; la nouvelle église abbatiale est consacrée en 1967,.
En 2011, l'abbaye abrite vingt moines mais seulement onze en 2021.

### Liste des abbés
- Oliver Farrell, supérieur du 1er septembre 1948 au 8 juillet 1951, puis abbé de cette date au 17 septembre 1958
- Aengus Dunphy, abbé du 22 octobre 1958 au 26 septembre 1977
- Celsus Kelly, abbé de 1977 à 2024[4].
- Aelred Magee, depuis 2024 (supérieur Ad nutum)

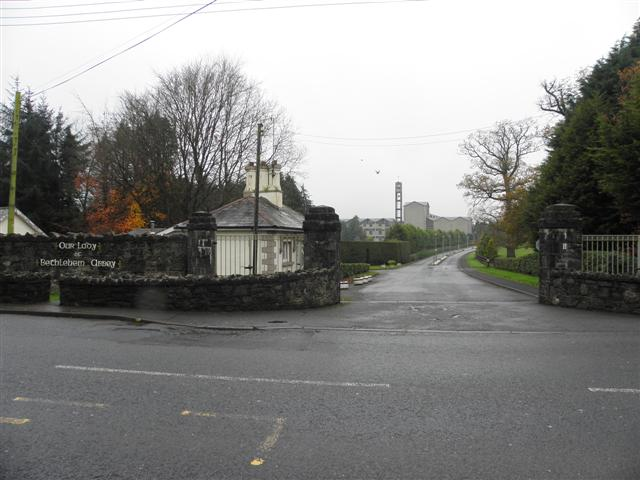
Entrée de l'abbaye.

## Architecture
L'abbaye, ayant été rebâtie au milieu des années 1960, utilise massivement les matériaux alors couramment utilisés : béton, briques et verre. Bien que le parti-pris architectural soit résolument moderne pour l'époque, la forme générale d'un monastère cistercien est conservée, notamment avec la présence d'un cloître.

## Vie monastique
Autour du monastère se rassemble une communauté de laïcs cisterciens dont le nom est Bethlehem Abbey Cistercian Family.
En 2012, les moines décident de remédier à la très mauvaise isolation thermique du bâtiment en installant dans l'église, très froide la nuit, un chauffage par le sol alimenté par une chaudière à granulés de 350 kW, ce qui permet une réduction de sept mille livres annuelles des frais de chauffage, et un approvisionnement exclusivement local, les pellets provenant du comté voisin de Fermanagh,.